# Charles Nungesser
Pour les articles homonymes, voir Nungesser.
Charles Nungesser est un aviateur français né à Paris le 15 mars 1892 et disparu le 8 mai 1927 dans un lieu inconnu de l'Atlantique Nord ou d'Amérique du Nord.
As de l'aviation française pendant la Première Guerre mondiale, il disparaît avec François Coli lors d'une tentative de traversée Paris-New York sans escale à bord de L'Oiseau blanc.
Avec 21 citations sur sa Croix de guerre, dont 19 palmes et 2 étoiles de vermeil, il est l'un des militaires les plus décorés de toute l'armée française au XXe siècle.

## Biographie

### Enfance
Charles Eugène Jules Marie Nungesser est né rue Cail, dans le 10e arrondissement de Paris, de Eugène Nungesser et Laure Prignet. Il passe une partie de son enfance à Saint-Mandé, où son père tient une boucherie, puis à Valenciennes, dont sa mère est originaire. Ses parents divorcent le 12 août 1899, alors qu'il a sept ans. Il passe par le lycée Notre-Dame à Valenciennes avant d'être élève de l'école nationale professionnelle d'Armentières (Nord) de 1905 à 1907, il en sort diplômé en mécanique ; une plaque lui rend hommage dans le hall d'honneur de cette école, devenue le lycée Gustave-Eiffel.
En 1907, Nungesser envisage une affaire de construction d'aéroplanes, avec deux Allemands. Il se fait voler le capital qu'il avait apporté. Il a été prétendu que l'un des deux escrocs serait Hermann Göring, le futur chef de la Lufwaffe ; l'hypothèse est très peu probable, voire fantaisiste.
Il part à l'âge de quinze ans pour l'Amérique du Sud, chez un oncle qu'il recherche longuement, au Brésil, puis en Argentine où il exerce différents métiers : mécanicien, gaucho, boxeur, acteur, pilote de course automobile.
Il découvre également l'aviation naissante en volant comme passager dans un appareil du pionnier français Paul Castaibert.

### As de la Première Guerre mondiale
Rentré en France en mai 1914, pour y effectuer son service militaire au 2e régiment de hussards, Charles Nungesser s'y trouve toujours quand éclate la guerre. Il y obtient la médaille militaire après un mois de combat. Après avoir passé les lignes ennemies, il parvient à capturer une automobile Mors et à en tuer ses quatre occupants, des officiers prussiens, puis à la ramener au quartier-général de sa division avec des plans trouvés sur les officiers tués. Son général, probablement Fernand de Langle de Cary, le surnomme « le hussard de la Mors » en référence à cet exploit et aux Hussards de la Mort, le promeut brigadier et l'autorise à passer dans l'aviation. Il est cité à l'ordre de l'armée :

« Le 3 septembre [1914], son officier ayant été blessé au cours d’une reconnaissance, le mit d’abord à l’abri ; puis, avec l’aide de quelques fantassins, après avoir mis les officiers qui l’occupaient hors de combat, s’empara d’une auto et rapporta les papiers qu’elle contenait en traversant une région battue par les feux de l’ennemi. »

Après sa rapide formation de pilote militaire, à compter du 22 janvier 1915 à l'école d'aviation d'Avord, il est breveté le 2 mars 1915. Il intègre à Dunkerque l'escadrille VB 106, avec son mécanicien, Roger Pochon (ou Pauchon), qui le suivra tout au long du conflit. Dans cette unité, il pilote un bombardier Voisin III et accomplit 53 missions de bombardement. Il s'en sert aussi à l'occasion pour faire la chasse des avions qu'il croise : le 30 juillet 1915, il abat un Albatros allemand au cours d'un vol d'essai, ce qui lui vaut la Croix de guerre. Nommé adjudant, le voici muté dans l'escadrille de chasse N 65 (équipée de Nieuport « Bébé ») basée à Nancy. À plusieurs reprises, il termine des patrouilles de chasse par des acrobaties au-dessus du terrain, ce qui lui vaut huit jours d'arrêt. Sa punition est levée lorsqu'il abat un biplace Albatros le 28 novembre 1915.
En février 1916, il est grièvement blessé en s'écrasant au décollage aux commandes d'un prototype d'avion de chasse de type Ponnier M.1. Le manche à balai lui traverse le palais et lui fracasse la mâchoire ; il se fracture les deux jambes. Le 28 mars, il sort de l'hôpital avec des béquilles, refuse sa réforme et retourne à son escadrille. Il doit alors se faire porter pour entrer dans son avion et pour s'en extraire.

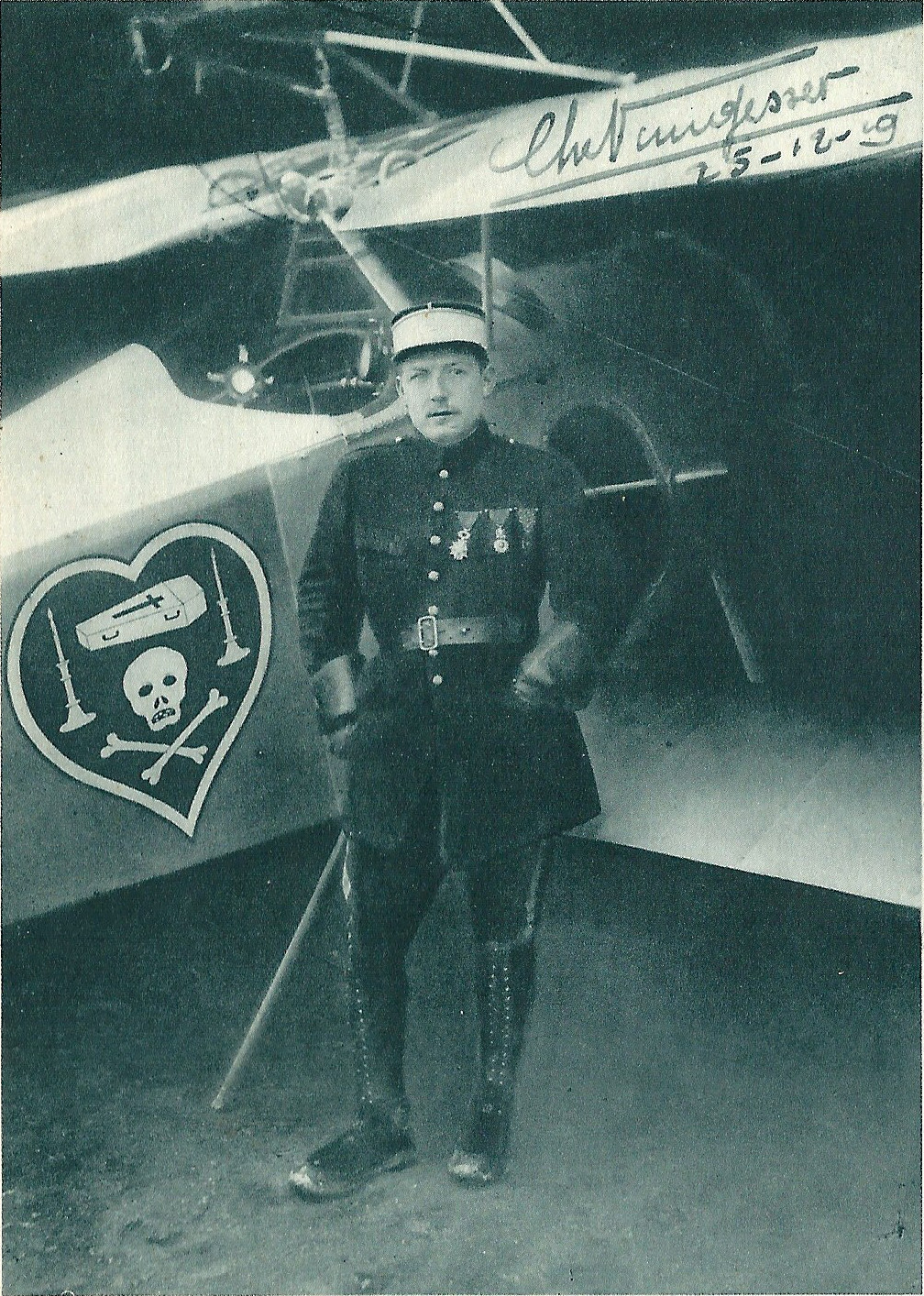
Charles Nungesser et son Nieuport 17.

Promu officier, il participe à la bataille de Verdun et y remporte dix victoires, jusqu'au 22 juillet 1916, avant de survoler le front de la Somme. Le 27 avril 1916, il totalise cinq victoires aériennes et décroche le titre d'as de l'aviation. Il remporte neuf autres victoires homologuées au-dessus de la Somme avant la fin de l'année 1916, portant son score à 21, avec notamment un « triplé » le 26 septembre. Lors d'un vol, il tombe à court de munitions : il se place alors au milieu d’un groupe d'avions ennemis, qui ne peuvent lui tirer dessus sous peine de toucher l'un des leurs.
C'est vraisemblablement durant la bataille de Verdun qu'il fait peindre pour la première fois son insigne personnel sur son Nieuport 17 : une tête de mort aux tibias entrecroisés, surmontée par un cercueil entouré de deux chandeliers, le tout dessiné dans un cœur noir.
La précarité de son état de santé, depuis son accident de février 1916, s'ajoute aux diverses blessures en combat. Il doit repartir à l'hôpital et ne parvient à en sortir qu'après avoir négocié un accord avec ses médecins et l'état-major : il retourne à l'hôpital après chacun de ses vols pour y suivre son traitement. Il est affecté à l'instruction des pilotes, ainsi qu'à des missions spéciales de transport d'espions. Il est détaché à l'escadrille VB 116, une escadrille de bombardement qu'il rejoint avec son chasseur Nieuport à Dunkerque au mois de mai 1917. Cette escadrille a la particularité d'être stationnée à côté d'un hôpital. Il remporte neuf autres victoires avant la fin de l'année 1917.
Son état de santé s'améliorant, il peut rejoindre son escadrille, la N 65. À peine est-il de retour qu'il est victime d'un grave accident de voiture, en octobre 1917, dans lequel périt son fidèle mécanicien Roger Pochon, qui était au volant. Nungesser retourne à l'hôpital. Jusqu'à la fin de la guerre, malgré ses lourds handicaps physiques, il continue d'accumuler les succès, dépassé par René Fonck ainsi que par Georges Guynemer en nombre de victoires.
En janvier 1918, il est nommé capitaine par Georges Clemenceau,,,.
Le 15 août 1918, il abat plusieurs Drachens et remporte sa 43e victoire homologuée, qui est aussi la dernière. Il est démobilisé en 1919. Il est situé à la troisième place parmi les as français et jouit d'une très grande popularité.

### Après-guerre et traversée de l'Atlantique

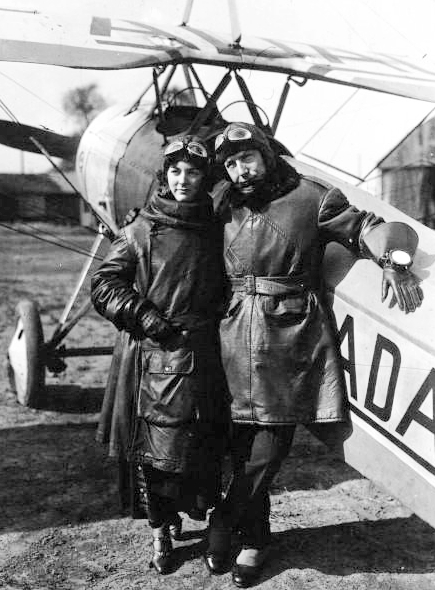
Charles Nungesser et sa fiancée devant un Morane-Saulnier AR.

En janvier 1919, alors qu'il effectue un trajet Cannes-Toulon en hydravion, Charles Nungesser est contraint d'amerrir dans la baie de Salins-d'Hyères où il est récupéré par un navire.
Sur proposition du sous-secrétaire d'État à l'Aéronautique, Nungesser lance à Orly une école de pilotage où l'aviatrice Hélène Boucher fait ses premiers vols. Cette école fait faillite.
Le 28 juillet 1923, il se marie avec Consuelo Hatmaker (1902-1966), américaine fortunée, dont il se sépare en 1925. Il part alors en tournée de démonstrations aériennes (55 représentations aux États-Unis) où il reconstitue ses principaux combats. En 1924, il tient un rôle de premier plan dans un film américain, The Sky Raider (« Le Vainqueur du ciel »), aux côtés de Jacqueline Logan sortie au cinéma le 5 mars 1925.
En 1925, il conçoit un hydravion, le Cox-Klemin CK-18. Cette même année, il aurait rencontré un chef indien, White Bird, « Oiseau blanc ».
L'aviation connaît alors un développement important et les pilotes chevronnés mènent des raids pour battre tous les records, encouragés par des initiatives telles que le prix Orteig de 25 000 dollars offert au premier aviateur qui réussirait la traversée de l'Atlantique sans escale entre New York et Paris. En 1919, les Britanniques John Alcock et Arhtur W. Brown réalisent la première traversée par avion de l'Atlantique Nord entre Terre-Neuve et l'Irlande.
En 1927, en proie à de grandes difficultés financières, Nungesser forme avec François Coli le projet de rallier Paris à New York, sans même s'inscrire au prix Orteig. Depuis 1923, François Coli envisageait un vol transatlantique sans escale avec son camarade de guerre Paul Tarascon. Blessé durant un vol d'entraînement, ce dernier abandonne le projet, laissant la voie libre à Nungesser.

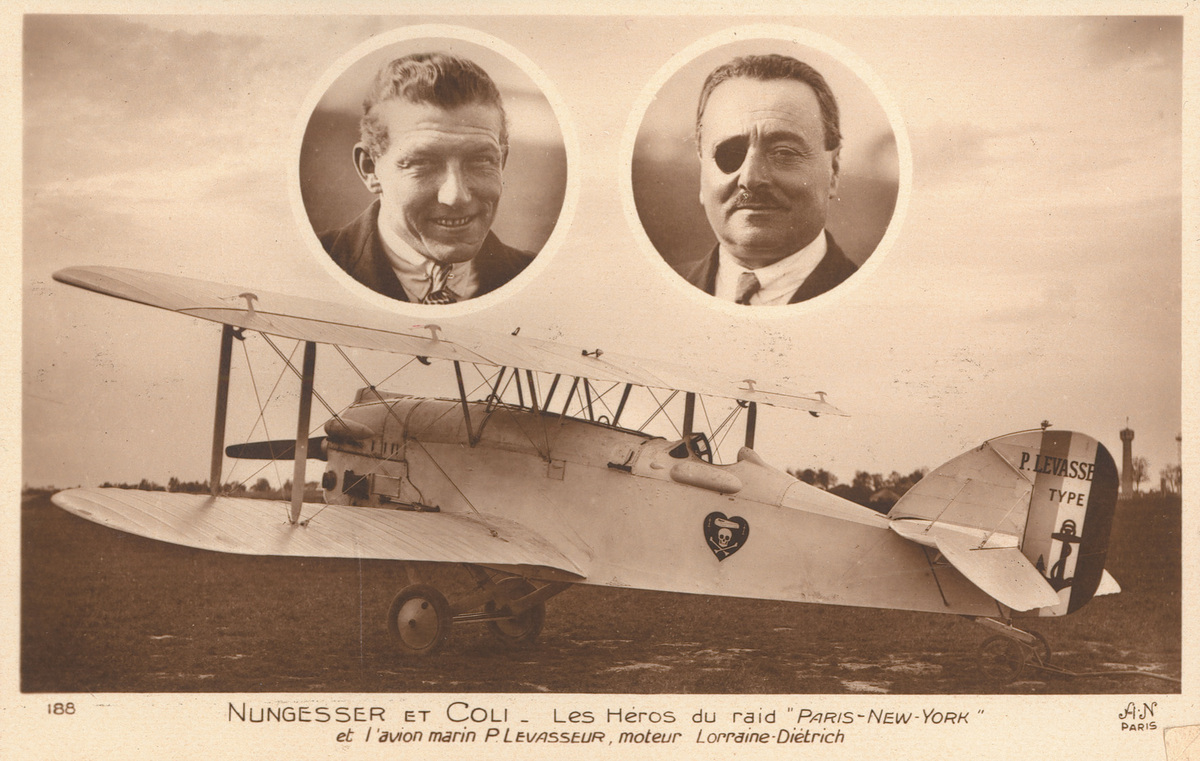
Nungesser, Coli et l'Oiseau blanc.

Le duo décolle de l'aéroport du Bourget le 8 mai 1927 à 5 h 18 à bord de L'Oiseau blanc, un biplan Levasseur à moteur Lorraine de 450 cv frappé de l'insigne de guerre de Nungesser, à destination de New York où il prévoit d'amerrir devant la statue de la Liberté. Le 9 mai, des dizaines de milliers de personnes se pressent à Battery Park pour voir L'Oiseau blanc amerrir. L'avion, aperçu pour la dernière fois au large des côtes irlandaises à 11 h, n'atteint jamais New York.
Au cours des années, plusieurs enquêtes et investigations furent entreprises afin de percer à jour le mystère de la disparition de Nungesser et Coli. L'appareil n'ayant jamais été retrouvé, l'hypothèse communément acceptée voudrait que l'avion se soit abîmé en mer avant d'atteindre la côte américaine, du fait d'une violente tempête ou d'un manque de carburant.
Une autre hypothèse suppose l'avion arrivé en Amérique et accidenté. Depuis les années 1980, des recherches ont été menées dans l'État américain du Maine, à Terre-Neuve et chaque année depuis 2009 au large de l'archipel de Saint-Pierre-et-Miquelon où, selon le journaliste Bernard Decré, les aviateurs auraient pu être abattus par des trafiquants d'alcool ou même par des garde-côtes, Saint-Pierre étant alors un haut lieu de la contrebande vers les États-Unis soumis à la Prohibition. Le climat de compétition entre Français et Américains n'était pas alors propice à la recherche d'indices.
Deux semaines après la disparition de L'Oiseau blanc, l'aviateur américain Charles Lindbergh réussit la première traversée transatlantique de New York à Paris. Le public français, encore en deuil de Nungesser et Coli, célèbre avec enthousiasme la performance de Lindbergh. Il faudra attendre 1930 pour que soit réalisée la première traversée dans le sens Paris-New York, plus difficile, par Dieudonné Costes et Maurice Bellonte.

## Décorations

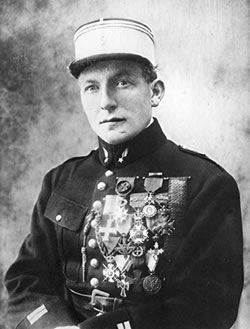
Nungesser portant ses décorations.

Charles Nungesser, qui a obtenu 19 citations à l’ordre de l’armée (palmes) et 2 citations à l’ordre de son groupe de bombardement (étoiles de vermeil) soit 21 citations au total, s’affiche pourtant à la fin de la guerre avec une croix de guerre de 28 palmes et 2 étoiles de vermeil, soit au total 30 citations. Il s’est en effet ajouté de lui-même une palme pour chacune des 9 décorations étrangères qu’il a reçues, alors qu’elles n’en donnent théoriquement pas le droit,.

### Décorations françaises
- Officier de la Légion d'honneur[24]
- Médaille militaire
- Croix de guerre 1914–1918 avec 19 palmes et deux étoiles[25]

### Décorations étrangères
- Croix militaire (Royaume-Uni)
- Croix de guerre (Belgique)
- Distinguished Service Cross (États-Unis)
- Chevalier avec glaives de l'ordre de l'Étoile de Karageorge (Serbie)
- Médaille de la Bravoure Miloš Obilić (Serbie)
- Chevalier de l'Ordre du prince Danilo Ier (Monténégro)
- Ordre de Michel le Brave (Roumanie)

## Hommages, postérité
Le 1er septembre 1928, une stèle est érigée à Étretat, en mémoire du dernier vol de Nungesser. Le 21 août 1942, celle-ci est détruite par les occupants allemands, peut-être sur ordre du maréchal de l'air Hermann Göring,. Elle est reconstruite le 21 juillet 1962.
Outre les nombreuses écoles et rues qui portent son nom, associé le plus souvent à celui de François Coli, Nungesser reçut l'hommage de deux aviateurs français, Dieudonné Costes et Joseph Le Brix, qui baptisèrent le Breguet 19 GR dans lequel ils réalisèrent leur tour du monde en 39 étapes (57 000 km) le Nungesser et Coli en 1928.
Depuis le 17 octobre 2017, à la suggestion[réf. nécessaire] du journaliste Bernard Decré[Qui ?], les plaques de la rue Nungesser et Coli, dans le 16e arrondissement de Paris, limitrophe de Boulogne-Billancourt, sont modifiées ; le texte décrivant les aviateurs comme étant « disparus au cours de la traversée de l’Atlantique Nord en 1927 » est remplacé par la mention : « ont traversé l’Atlantique les 8 et 9 mai 1927 à bord de l’Oiseau blanc, naufragés devant Saint-Pierre et Miquelon », sans pourtant qu'aucune preuve formelle n'étaye cette affirmation.
Le club de football de Valenciennes a joué dans le stade Nungesser de 1929 à sa destruction en 2012 . À son emplacement, un nouveau centre nautique porte le nom du héros, encadré par deux nouvelles rues d'accès : la rue François Coli et la rue de l'Oiseau Blanc.
L'aéroport de Valenciennes-Denain à Prouvy porte son nom. Le centre aquatique de Valenciennes porte son nom. 
Une stèle honore sa mémoire au 35, boulevard du Temple à Paris dans le 11e arrondissement, où il habitait quand il a décollé pour son dernier vol avec François Coli à bord de L'Oiseau blanc.
Un timbre français de 0,40 F de 1967 porte son nom, « Nungesser et Coli, 8 mai 1927 », dessiné par Clément Serveau et gravé par Claude Durrens (Y&T no 1523).
Son nom sert de nom de baptême à la fois à une promotion d'officiers de l'Armée de l'air (en 1956) et à une promotion d'officiers de l'Armée de terre (2016) :
- La promotion 1956 de l'école militaire de l'air[31] porte le nom de "Capitaine Charles Nungesser"[32].
- La 54e promotion (2014-2016) de l'École militaire interarmes porte son nom[33]. Le chant de la promotion est consacré à cet officier servant « intensément et sans concession »[34],[10]. Le nom de la promotion retient son grade de lieutenant et non celui de capitaine, en notant pourtant sa démobilisation avec ce dernier grade[9].